# Aegyptosaurus
Aegyptosaurus baharijensis
Genre
Espèce
Aegyptosaurus (« lézard égyptien ») est un genre éteint de dinosaures sauropodes, un titanosaure basal qui vivait en Égypte et alentour au début du Crétacé supérieur.
Une seule espèce est rattachée au genre, Aegyptosaurus baharijensis, décrite par Ernst Stromer en 1932.

## Découvertes
Ses restes fossiles ont tous été découverts avant 1939, en Égypte, au Niger dans la formation de Farak, et sur plusieurs sites du désert du Sahara. Ces fossiles, tous conservés à Munich, ont été détruits lors d'un bombardement allié lors de la Seconde Guerre mondiale en 1944.
L'holotype provient de la formation géologique de Baharîje dans le gouvernorat de Marsa-Matruh (nord-ouest de l'Égypte). Cette formation est datée du Cénomanien, soit il y a environ entre 100,5 et 93,9 millions d'années.

## Description
C'est un assez grand sauropode, un quadrupède herbivore qui a un long cou, une longue queue et une petite tête.
En 2010, Thomas Holtz estime sa longueur totale à 16 mètres pour une masse de l'ordre de 12 tonnes.

## Classification
Il est considéré comme un titanosaure assez basal, faisant partie d'un groupe d'animaux qui sont parfois qualifiés, de façon informelle, de « titanosaures intermédiaires ».